# Gennaro Ciaburri
Gennaro Ciaburri (Cerreto Sannita, 7 luglio 1881 – Bologna, 16 aprile 1970) è stato un medico e biologo italiano.

## Biografia
Figlio di Luigi e Maria Izzo, iscrittosi alla facoltà di Biologia si laureò a Zurigo in Svizzera sotto la guida del prof. Sauerbruch.
Rientrato in Italia, si trasferì a Bologna, ove conseguì la seconda laurea in medicina e chirurgia ed intrapresa la carriera professionale presso l'Ospedale Maggiore, ne divenne Direttore del Laboratorio di analisi chimiche e microscopiche.
Nella sua carriera alternò studi di medicina tradizionale a ricerche e saggi sugli animali, studio di autori italiani e stranieri, studi sulle malattie tropicali e medicina del lavoro.
Fu tra i primi italiani a combattere la vivisezione: nel 1929 fondò in Bologna l'Unione Antivivisezionista Italiana (U.A.I.) e con essa il periodico trimestrale Scienza e Coscienza, edito dal 1931.
Il risultato più importante raggiunto dall'U.A.I. fu una prima legge italiana contro la vivisezione, la n°924 del 12 giugno 1931, voluta da Mussolini, cui seguì poi la n° 615 del 1º maggio 1941 con modifiche  irrilevanti rispetto alla precedente.
Il Ciaburri tenne inoltre numerose conferenze in Italia, Svizzera, Francia e Austria contro la sperimentazione animale.
Iscritto al PdA, negli anni della seconda guerra mondiale - quale direttore dell'ospedale militare G. Marconi, in Via Laura Bassi - con la collaborazione di Gino Onofri, organizzò un'infermeria clandestina dove furono ricoverati e curati numerosi partigiani feriti o ammalati
Per sua volontà, dopo la morte, avvenuta il 16 aprile 1970, le sue spoglie vennero cremate. Le sue ceneri riposano alla Certosa di Bologna.
Sposò Evelina Ferri (1907-1973), detta Lina, nata a Monghidoro (provincia di Bologna) da Eleuterio Ferri e da Amalia Monti, seconda di cinque figli (Caterina, Evelina, Enrico, Giuseppina e Cesare). Dalla moglie ebbe il figlio Luigi -detto Cicci- Ciaburri (16 marzo 1944-23 aprile 1980), morto celibe e senza figli.

## Opere
- Come si cura il raffreddore, Murri, Bologna 1928
- Medicina d'urgenza, Cappelli, Bologna 1930
- La vivisezione, Bocca, Torino 1930
- Il Cane, Bologna 1940
- La sperimentazione sugli animali, Guanda, Bologna 1956
- Manualetto teorico pratico sul metabolismo basale, Guanda, Bologna 1956
- La cucina vegetariana, Sperling e Kupfer, Milano 1965.